# Stora Glittern
Stora Glittern är en sjö i Ovanåkers kommun i Hälsingland och ingår i Dalälvens huvudavrinningsområde. Sjön är 11,8 meter djup, har en yta på 1,27 kvadratkilometer och befinner sig 321,2 meter över havet. Sjön avvattnas av vattendraget Glitterån.

## Delavrinningsområde
Stora Glittern ingår i det delavrinningsområde (677203-150244) som SMHI kallar för Utloppet av Stora Glittern. Medelhöjden är 358 meter över havet och ytan är 12,58 kvadratkilometer. Räknas de 2 avrinningsområdena uppströms in blir den ackumulerade arean 34,87 kvadratkilometer. Glitterån som avvattnar avrinningsområdet har biflödesordning 4, vilket innebär att vattnet flödar genom totalt 4 vattendrag innan det når havet efter 297 kilometer. Avrinningsområdet består mestadels av skog (85 procent). Avrinningsområdet har 1,27 kvadratkilometer vattenytor vilket ger det en sjöprocent på 10,1 procent.